# 光生伏打效应
光生伏打效应（英语：Photovoltaic effect），簡稱為光伏效應，是指受光线或其他電磁輻射照射的半导体或半导体与金属组合的部位间产生電壓與電流的现象。光生伏打效应与光电效应密切相关，属内光电效应。在光电效应中，材料吸收了光子的能量产生了一些自由电子溢出表面。而在光生伏打效应中，由于材料内部的不均匀（例如当材料内部形成PN结时）在自建电场的作用下，受到激励的电子和失去电子的空穴向相反方向移动，而形成了正负两極。
光生伏打效应最早于1839年由法国物理学家亞歷山大·愛德蒙·貝克勒爾发现。
在实际应用中的光能通常来自太阳能，这样的器件即是一般所指的太阳能电池。